# Heinrich Pröhle
Christoph Ferdinand Heinrich Pröhle (* 4. Juni 1822 in Satuelle; † 28. Mai 1895 in Steglitz) war ein deutscher Lehrer und Autor.

## Leben
Heinrich Pröhle war der Sohn des evangelischen Pfarrers Heinrich Andreas Pröhle. Ab Ostern 1835 besuchte Heinrich Pröhle von Hornhausen aus, wohin sein Vater versetzt worden war, die Domschule in Halberstadt und anschließend das Gymnasium in Magdeburg. Ab 1843 besuchte er die Universität Halle und ab 1845 die Universität Berlin, um Philosophie und Geschichte zu studieren. Während seines Studiums wurde er 1843 Mitglied der Burschenschaft Alemannia Halle, später Ehrenmitglied der Burschenschaft der Pflüger Halle. Nach Ende des Studiums 1846 unternahm er eine Bildungsreise nach Österreich und war kurze Zeit als Journalist tätig.
1851 ließ Pröhle sich in Zellerfeld und später in Lerbach im Harz nieder, um hier auf Wunsch seines Lehrers Jacob Grimm die Sagen und Märchen der Bevölkerung jenes Gebirges niederzuschreiben. Von 1854 bis 1857 setzte er in Wernigerode seine Sammeltätigkeit fort. In dieser Zeit wurde er 1855 in Berlin mit einer Arbeit über die Sagen des Brockens promoviert. Ab 1858 war er für ein Jahr als Lehrer in Mülheim an der Ruhr tätig, bevor er an das Luisenstädtische Realgymnasium nach Berlin ging, wo er bis 1890 als Lehrer wirkte.
Pröhle war Mitinitiator des Vereins Berliner Presse, der im Jahre 1862 gegründet wurde.
Im Jahr seiner Pensionierung wurde Heinrich Pröhle der Professorentitel verliehen.
Sein Neffe war Heinrich Friedrich Wilhelm Pröhle, Prediger der Deutschen Evangelischen Kirchengemeinde A.B. zu Preßburg.
Dadurch, dass der Pädagoge, Bildhauer, Chemiker und Kartograph Eduard Uhlenhuth (1821–1899) im August 1850 Heinrich Pröhles Schwester Marie Caroline Hedwig heiratete, wurden Pröhle und Uhlenhuth Schwäger.

## Ehrung
Seit 1964 erinnert in Berlin-Kladow der Pröhleweg an ihn.

## Schriften

### Als Verfasser
- Aus dem Kaiserstaate. Wien 1849 (Digitalisat).
- Berlin und Wien. Berlin 1850
- Walddrossel. Dessau 1851 (Digitalisat).
- Der Pfarrer von Grünrode. Leipzig 1852 (Digitalisat).
- Hausbüchlein für das Volk und für Freunde. 2 Bd. 1852
- Kinder- und Volksmärchen. (Zumeist auf dem Oberharze gesammelt.) Leipzig 1853 (Digitalisat). Neuausgabe Hofenberg, Berlin 2019, ISBN 978-3-7437-3310-7.
- Märchen für die Jugend. Mit einer Abhandlung für Lehrer und Erzieher. Halle 1854 (Digitalisat). Neuausgabe Hofenberg, Berlin 2019, ISBN 978-3-7437-3312-1.
- Harzsagen. 1. Bd. Leipzig 1853, 2. Bd. ebd. 1856 (Digitalisat). Neuausgabe Hofenberg, Berlin 2016, ISBN 978-3-86199-138-0.
- Harzbilder. Sitten und Gebräuche aus dem Harzgebirge. Leipzig 1855 (Digitalisat).
- Volkslieder und Volksschauspiele. Leipzig 1855
- Friedrich Ludwig Jahn’s Leben. Berlin 1855 (Digitalisat ZLB Berlin)
- Unterharzische Sagen. Aschersleben 1856 (Digitalisat). Neuausgabe Hofenberg, Berlin 2016, ISBN 978-3-86199-140-3.
- Gottfried August Bürger. Sein Leben und seine Dichtungen. Leipzig 1856 (Digitalisat).
- Gedichte. Leipzig 1859
- Feldgarben. Beiträge zur Kirchengeschichte, Literaturgeschichte und Culturgeschichte. Leipzig 1859 (Digitalisat Google)
- Das Leben des alten Köhlermeisters Hillebille. Eine Volksschrift. Leipzig 1859 (Digitalisat).
- Deutsche Sagen. Berlin 1863 (Digitalisat).
- Der deutsche Unterricht in seinen Verhältnissen zur Nationalliteratur. Berlin 1865
- Der Krieg 1866. Ein Gedicht. Berlin 1866
- Deutsche Lieder und Oden aus der Zeit des zweiten französischen Kaiserreichs. Berlin 1870
- Der Harz. Illustrirter Wegweiser. (11. Aufl.) Berlin 1871
- Rheinlands schönste Sagen und Geschichten. 1886. Neuausgabe Hofenberg, Berlin 2015, ISBN 978-3-8430-9929-5.
- Friedrich der Große und die deutsche Literatur. Berlin 1872 (Digitalisat in der Russischen Staatsbibliothek)
- Medicin und Pädagogik. Ein Wort zur Beherzigung. Berlin 1873
- Patriotische Erinnerungen. Erzählungen und Abhandlungen aus den Zeiten der Kriege zwischen Deutschland und Frankreich. Berlin 1873
- Volksräthsel für die Jugend. Berlin 1875
- Lessing, Wieland, Heinse. Nach den handschriftlichen Quellen in Gleims Nachlasse dargestellt. Berlin 1879 (Digitalisat).
- Heinrich Heine und der Harz. Harzburg 1888
- Harz und Kyffhäuser in Gedichten, Schilderungen und Aufsätzen. Harzburg 1888
- Die Lehninsche Weissagung. Berlin 1888

### Als Herausgeber
- Norddeutsches Jahrbuch für Poesie und Prosa. Merseburg 1847 (Digitalisat).
- Unser Vaterland. Bilder aus der Deutschen Geschichte, Cultur und Heimathkunde. (Erschien in Monatsheften.) 1. Bd. Berlin 1861, 2. Bd. ebd. 1862
- Germania. Neue Bilder Deutscher Größe, Deutscher Sitte und Deutscher Natur. Zur Belebung vaterländischen Sinnes. Berlin 1862